# Gheorghe Apostol
Gheorghe Apostol (n. 16 mai 1913, Tudor Vladimirescu, România – d. 21 august 2010, București, România) a fost un politician comunist român și conducător al Partidului Comunist Român, principalul contracandidat al lui Nicolae Ceaușescu la funcția de lider al partidului, după moartea lui Gheorghiu-Dej.

## Biografie
În anul 1934 a devenit membru al Partidului Comunist din România (acronim, PCR). În timpul ilegalității, a aparținut grupului din închisori condus de Gheorghe Gheorghiu Dej, el fiind un militant de rang mijlociu.
După război, între 1945 - 1952 ocupă funcția de președinte al Confederației Generale a Muncii, apoi al Consiliului General al Sindicatelor (1955-1961, 1967-1969). În două rânduri este prim-vicepreședinte al Consiliului de Miniștri (1952-1954, 1961-1967). Funcția sa cea mai importantă a fost cea de prim-secretar al Comitetului Central al PMR (Partidul Muncitoresc Romîn) 1954-1955.
A fost de asemenea membru al Biroului Politic (1948-1969) și al prezidiului permanent al CC al PCR (1965-1969), ministru al agriculturii și silviculturii (1953-1954), președinte al Uniunii Generale a Sindicatelor din România (1967-1969) și director general al Direcției Generale a Rezervelor de Stat (1969-1975). Din această ultimă funcție este destituit la 13 martie 1975 pentru „abatere de la morală,” ulterior fiind numit ambasador în diverse state sud-americane (Argentina, Uruguay și Brazilia, 1977-1988).
În anii 1960 era considerat, alături de Nicolae Ceaușescu, ca unul dintre principalii posibili succesori ai lui Gheorghe Gheorghiu Dej. Oricum, Ion Gheorghe Maurer, prim-ministru al României, îl prefera pe Ceaușescu ca succesor iar astfel ambițiile lui Apostol de a ajunge liderul partidului au fost zădărnicite. Apostol a manifestat ulterior resentimente puternice față de Ceaușescu și Maurer.
La Congresul al X-lea al PCR din anul 1969, Gheorghe Apostol a fost atacat de către Constantin Dăscălescu, care în acel moment deținea funcția de secretar al Comitetului județean Galați, și a fost eliminat din conducerea partidului. Ca urmare a avut o perioadă de inactivitate politică, fără să mai dețină vreo funcție, după care a fost numit ca ambasador în Argentina. În ultimii ani ai regimului comunist, exclus din toate cercurile puterii comuniste, devenit un inadaptat politic, Apostol a fost inițiatorul "scrisorii celor șase" care a fost publicată de către mass-media din Occident în luna martie a anului 1989.
După Revoluția din 1989, Apostol a dat o serie de interviuri prin care-l acuza pe Nicolae Ceaușescu că ar fi cerut Securității să însceneze mai multe accidente de mașină în vederea eliminării sale fizice. Iată cum povestește despre această perioadă:
„Eu eram ambasador în Brazilia și, văzând că în jurul țării noastre s-au schimbat lucrurile, că România devenise o insulă, am decis că cineva trebuia să acționeze pentru a se produce și la noi în țară o schimbare. Am vorbit cu nevastă-mea și am hotărât să vin în țară și să încep o acțiune împotriva lui Ceaușescu, în 1988. Am vorbit cu Buhoiu care era la New York și i-am spus și lui care este dorința mea. Buhoiu mi-a spus să nu mă duc că mă lichidează. Și, cu toate astea, am plecat. În drum spre România m-am oprit la Londra unde am vrut să am un contact cu Secția română de la BBC. Am înregistrat un interviu de patru ore și am spus că se poate publica de BBC numai în cazul în care mor eu sau moare Ceaușescu.”— Din interviul acordat de Gheorghe Apostol Agenției Rompres în mai 2006
Gheorghe Apostol a reprezentat în anii 1950, oligarhia stalinistă dogmatică iar conflictul său cu Ceaușescu nu a avut la bază vreo dispută ideologică. Ca și ceilalți semnatari ai scrisorii celor șase, Apostol a încercat tardiv să susțină un punct de vedere reformist-comunist într-o țară dominată de o dictatură personală.
Gheorghe Apostol a fost acuzat de Silviu Brucan pentru slăbiciunea pe care ar fi arătat-o în fața presiunilor și a interogatoriilor la care a fost supus de către comisiile partidului. El nu a mai putut reveni după revoluția din 1989 în viața publică.
Gheorghe Apostol a făcut parte din guvernele: 
Groza (4), 
Gheorghiu (1), 
Gheorghiu (2), 
Maurer (1), 
Maurer (2), 
Maurer (3).
A fost căsătorit de trei ori. Prima căsătorie a fost înainte de război, a doua a fost cu Melita Apostol (Scharf) (1915 - 1991), de origine evreiască, fostă directoare a Radioteleviziunii între anii 1954 - 1958, ultima soție fiind fosta solistă de operă Adriana Codreanu, (1934 - 2020) fiica lui Buță Ciocârlan din Străoane, Vrancea. A avut trei copii: Ecaterina (Geta)(din prima căsătorie), Gheorghe (Gelu) și Sanda (din a doua căsătorie). Ultimii doi au emigrat mai demult din România (în Canada, respectiv în Israel).

## Cronologie
- 1936—este președintele Comitetului tineretului din Blocul pentru apărarea libertăților democratice;
- 1937—este condamnat la 3 ani închisoare pentru activități comuniste și tulburarea ordinii publice, cu o interdicție de 10 ani și o amendă de 30.000 lei cu Sentința nr. 124/25 februarie 1937 dată de Tribunalul Militar al Diviziei 21 Infanterie;[9]
- 1941—a fost închis în lagărul de la Târgu Jiu, conform ordinului nr. 33448/1941 al Direcției Generale a Poliției (28 mai 1941);
- 1944—evadează în august 1944;
- 1947—este administrator financiar la Ministerul Finanțelor (la 16 mai 1947);
- 1948—este numit în funcția de președinte al Confederației Generale a Muncii;
- 1948—devine membru al Comisiei pentru simplificarea și raționalizarea aparatului de stat (din 1 decembrie 1948);
- 1952 - 1954—preia funcția de  vicepreședinte al Consiliului de Miniștri (28 mai 1952 – 21 aprilie 1954);
- 1955—ajunge pe postul de președinte al Consiliului Central al Sindicatelor (din 27 septembrie 1955);
- 1953 - 1954—preia portofoliul de ministru al Agriculturii și Silviculturii (5 noiembrie 1953 – 21 aprilie 1954);
- 1955 - 1961—este președintele Consiliului Central al Sindicatelor (1 octombrie 1955 – 8 martie 1961);
- 1961 - 1967—este numit ca primvicepreședinte al Consiliului de Miniștri (21 martie 1961 – 3 ianuarie 1967);
- 1967 - 1969—este președintele Consiliului Central al UGSR (9 decembrie 1967 – 13 martie 1969);
- 1969 - 1975—preia funcția de director general al Rezervelor de Stat (8 septembrie 1969 – 19 martie 1975);
- 1969 - 1970—devine membru al Consiliului Apărării a RSR (7 aprilie 1969 – 4 mai 1970);
- 1977 - 1983—ambasador al RSR în Argentina (5 mai 1977 – 27 mai 1983);
- 1977 - 1989—ambasador în Republica Orientală a Uruguayului (5 mai 1977 – 28 martie 1989);
- 1983 - 1988—ambasador în Brazilia (12 septembrie 1983 – 17 august 1988).

## Distincții
- Medalia „A cincea aniversare a Republicii Populare Române” (24 decembrie 1952) „pentru lupta și munca duse în vederea făuririi, consolidării și prosperării Republicii Populare Române”[10]
- Ordinul „23 August” clasa I (12 august 1959) „pentru îndelungată activitate în mișcarea muncitorească, pentru contribuția activă la răsturnarea dictaturii militaro-fasciste și instaurarea regimului democrat-popular, pentru merite deosebite în opera de construire a socialismului”[11]
- Medalia „40 de ani de la înființarea Partidului Comunist din Romînia” (6 mai 1961) „pentru activitate îndelungată în mișcarea muncitorească și merite în opera de construire a socialismului”[12]
- titlul de Erou al Muncii Socialiste din Republica Populară Romînă și medalia de aur „Secera și Ciocanul” (16 mai 1963) „pentru activitate îndelungată în mișcarea muncitorească și merite deosebite în făurirea și consolidarea statului democrat-popular, cu prilejul împlinirii a 50 de ani de la naștere”[13]
- Medalia „A XX-a Aniversare a Eliberării Patriei” (18 august 1964) „pentru merite deosebite în opera de construire a socialismului, cu prilejul celei de a XX-a aniversări a eliberării patriei”[14]
- Medalia jubiliară „A XX-a Aniversare a Zilei Forțelor Armate ale Republicii Populare Romîne” (21 octombrie 1964) „pentru merite deosebite în făurirea și întărirea Forțelor Armate ale Republicii Populare Romîne, cu prilejul celei de a XX-a aniversări a Zilei Forțelor Armate”[15]
- Ordinul „Tudor Vladimirescu” clasa I (30 aprilie 1966) „cu prilejul celei de-a 45-a aniversări de la înființarea Partidului Comunist din România, pentru îndelungată activitate în mișcarea muncitorească și merite deosebite în opera de construire a socialismului”[16]